# Perry Crosswhite
Perry Crosswhite, né le 22 septembre 1947, est un ancien joueur américain naturalisé australien de basket-ball. Il est devenu dirigeant sportif à l'issue de sa carrière.

## Biographie
Perry Crosswhite devient directeur exécutif du Comité olympique australien en 1991. Entre 1993 et 1995, il est membre du comité d'organisation des Jeux olympiques d'été de 2000 à Sydney. En 1995, il devient manager général de l'Australian Commonwealth Games Association.